# 1. Berlini Nemzetközi Filmfesztivál
Az 1. Berlini Nemzetközi Filmfesztivál 1951. június 6. és június 16. között került megrendezésre a Titiana-Palast moziban, a nyitófilm Alfred Hitchcocktól A Manderley-ház asszonya volt. A fesztivál zsűrielnöke Fritz Podehl színműíró és producer volt.
Az első fesztiválon jelentették be az Arany Medve díjat, amit a szakemberekből álló zsűri adott oda a legjobb filmnek, több különböző filmkategóriában. Ezt a rendszert végül az FIAPF (Nemzetközi Filmgyártók Szövetsége) leállíttatta, mivel szakértők általi díjosztás csak A-kategóriás filmfesztiváloknak volt engedett, a Berlinale ekkor pedig még nem volt az. A következő évtől így a díjakat a közönség szavazatai alapján osztották ki.

## Zsűri
Az alábbi emberek voltak a fesztivál zsűrijének tagjai:
- Fritz Podehl, színműíró és producer - Zsűrielnök
- Johannes Betzel, mozitulajdonos
- Emil Dovifat, a politikai újságírás professzora
- Werner Eisbrenner, zeneszerző és karmester
- Günther Geisler, újságíró és kritikus
- Walter Karsch, kritikus és kiadó
- Hilde Lucht-Perske, város tanácstag
- Tatjana Sais, színésznő
- Paul Heimann, pedagógus és olvasó
- Johannes Betzel, mozioperátor

## A fesztivál programja
Az alábbi filmek voltak versenyben az Arany Medve- és az Ezüst Medve-díjakért:
| Magyar cím                                         | Eredeti cím                                        | Rendező                            | Ország                       |
| -------------------------------------------------- | -------------------------------------------------- | ---------------------------------- | ---------------------------- |
| Dráma                                              |                                                    |                                    |                              |
| Felsőbb osztályba léphet                           | The Browning Version                               | Anthony Asquith                    | Egyesült Királyság           |
| Das gestohlene Jahr                                | Das gestohlene Jahr                                | Wilfried Fraß                      | Ausztria, Nyugat-Németország |
| Dr. Holl                                           | Dr. Holl                                           | Rolf Hansen                        | Nyugat-Németország           |
| A tiltott Krisztus                                 | Il Cristo proibito                                 | Curzio Malaparte                   | Olaszország                  |
| Muchachas de uniforme                              | Muchachas de uniforme                              | Alfredo B. Crevenna                | Mexikó                       |
| Dieu a besoin des hommes                           | Dieu a besoin des hommes                           | Jean Delannoy                      | Franciaország                |
| A reménység útja                                   | Il cammino della speranza                          | Pietro Germi                       | Olaszország                  |
| Júlia kisasszony                                   | Fröken Julie                                       | Alf Sjöberg                        | Svédország                   |
| Négyen a dzsipben                                  | Die Vier im Jeep                                   | Leopold Lindtberg                  | Svájc                        |
| Das seltsame Leben des Herrn Bruggs                | Das seltsame Leben des Herrn Bruggs                | Erich Engel                        | Nyugat-Németország           |
| Vígjáték                                           |                                                    |                                    |                              |
| Cím nélkül távozott                                | ...Sans laisser d'adresse                          | Jean-Paul Le Chanois               | Franciaország                |
| Geheimnis einer Ehe                                | Geheimnis einer Ehe                                | Helmut Weiss                       | Nyugat-Németország           |
| Leva på 'Hoppet                                    | Leva på 'Hoppet                                    | Göran Gentele                      | Svédország                   |
| The Mating Season                                  | The Mating Season                                  | Mitchell Leisen                    | Amerikai Egyesült Államok    |
| Dokumentumfilmek                                   |                                                    |                                    |                              |
| The Undefeated                                     | The Undefeated                                     | Paul Dickson                       | Amerikai Egyesült Államok    |
| A hódok völgye                                     | In Beaver Valley                                   | James Algar                        | Amerikai Egyesült Államok    |
| Thrillerek és kalandfilmek                         |                                                    |                                    |                              |
| Justice est faite                                  | Justice est faite                                  | André Cayatte                      | Franciaország                |
| Irány a Hold!                                      | Destination Moon                                   | Irving Pichel                      | Amerikai Egyesült Államok    |
| Zenés film                                         |                                                    |                                    |                              |
| Hamupipőke                                         | Cinderella'                                        | Wilfred Jackson                    | Amerikai Egyesült Államok    |
| Hoffmann meséi                                     | The Tales of Hoffmann                              | Michael Powell, Emeric Pressburger | Egyesült Királyság           |
| Kulturális filmek és dokumentumfilmek              |                                                    |                                    |                              |
| Begone Dull Care                                   | Begone Dull Care                                   | Norman McLaren, Evelyn Lambart     | Kanada                       |
| Der gelbe Dom                                      | Der gelbe Dom                                      | Eugen Schuhmacher                  | Nyugat-Németország           |
| Kleine Nachtgespenster                             | Kleine Nachtgespenster                             | Eugen Schuhmacher                  | Nyugat-Németország           |
| Művészfilmek és sci-fik                            |                                                    |                                    |                              |
| Der Film entdeckte Kunstwerke indianischer Vorzeit | Der Film entdeckte Kunstwerke indianischer Vorzeit | Hans Cürlis                        | Nyugat-Németország           |
| Goya                                               | Goya                                               | Luciano Emmer                      | Olaszország                  |
| Il paradiso perduto                                | Il paradiso perduto                                | Luciano Emmer, Enrico Gras         | Olaszország                  |
| Reklámfilmek                                       |                                                    |                                    |                              |
| Blick ins Paradies                                 | Blick ins Paradies                                 | Hans Fischerkoesen                 | Nyugat-Németország           |
| Het gala-Concert                                   | Het gala-Concert                                   | n/a                                | Hollandia                    |
| The Story of Time                                  | The Story of Time                                  | Michael Stainer-Hutchins           | Amerikai Egyesült Államok    |

## Győztesek
- Arany Medve:
  - Legjobb filmdráma: Négyen a dzsipben (Leopold Lindtberg)[5]
  - Legjobb filmvígjáték: Cím nélkül távozott (Jean-Paul Le Chanois)
  - Legjobb dokumentumfilm: A hódok völgye (James Algar)
  - Legjobb krimi vagy kalandfilm: Justice est faite (André Cayatte)
  - Legjobb zenés film: Hamupipőke (Wilfred Jackson)
- Ezüst Medve:
  - Legjobb filmdráma: A reménység útja (Pietro Germi)
  - Legjobb filmvígjáték: Leva på 'Hoppet (Göran Gentele)
  - Legjobb zenés film: Hoffmann meséi (Michael Powell, Emeric Pressburger)
- Bronz Medve:
  - Legjobb filmdráma: Felsőbb osztályba léphet (Anthony Asquith)
  - Legjobb filmvígjáték: The Mating Season (Mitchell Leisen)
  - Legjobb dokumentumfilm: The Undefeated (Paul Dickson)
  - 'Legjobb krimi vagy kalandfilm: Irány a Hold! (Irving Pichel)
- Arany Medál:
  - Legjobb kulturális film vagy dokumentumfilm: Kleine Nachtgespenster (Eugen Schuhmacher)
  - Legjobb művészfilm vagy sci-fi: Der Film entdeckte Kunstwerke indianischer Vorzeit (Hans Cürlis)
  - Legjobb reklámfilm: The Story of Time (Michael Stainer-Hutchins)
- Ezüst Medál:
  - Legjobb kulturális film vagy dokumentumfilm: Begone Dull Care (Norman McLaren, Evelyn Lambart)
  - Legjobb művészfilm vagy sci-fi: Goya (Luciano Emmer)
  - Legjobb reklámfilm: Het gala-Concert
- Bronz Medál:
  - Legjobb kulturális film vagy dokumentumfilm: Der gelbe Dom (Eugen Schuhmacher)
  - Legjobb művészfilm vagy sci-fi: Bosch
  - Legjobb reklámfilm: Blick ins Paradies (Hans Fischerkoesen)
- Közönségdíj
  - Nagy bronzlemez: Hamupipőke (Wilfred Jackson)
  - Kis bronzlemez: Felsőbb osztályba léphet (Anthony Asquith)
- Nyugat-Berlin városának különdíja
  - Különdíj a kiemelkedő művészi teljesítményért:
  - A tiltott Krisztus (Curzio Malaparte)
  - Dieu a besoin des hommes (Jean Delannoy)
- Becsületdíj: Dr. Holl (Rolf Hansen)

## Fordítás
- Ez a szócikk részben vagy egészben  a(z)   1st Berlin International Film Festival című angol Wikipédia-szócikk fordításán alapul.  Az eredeti cikk szerkesztőit annak laptörténete sorolja fel. Ez a jelzés csupán a megfogalmazás eredetét és a szerzői jogokat jelzi, nem szolgál a cikkben szereplő információk forrásmegjelöléseként.